# Садово (Новгородская область)
Садово — деревня в Старорусском районе Новгородской области России. Входит в состав Медниковского сельского поселения.

## История
Постановлением Президиума ВЦИК от 10 февраля 1938 г. деревня Дураково переименована  в Садово.

## Население
| 2010 |
| ---- |
| 3    |